# Dia de les Nacions Unides
El Dia de les Nacions Unides és un dia internacional que se celebra anualment el 24 d'octubre, i que marca l'aniversari de l'entrada en vigor el 1945 de la Carta de les Nacions Unides.
El 31 d'octubre de 1947 l'Assemblea General de les Nacions Unides, a través de la Resolució 168, declarà que el dia 24 d'octubre, aniversari de l'entrada en vigor de la Carta de les Nacions Unides, serà en endavant anomenat oficialment 'Dia de les Nacions Unides' i estarà consagrat a fer conèixer les finalitats i les realitzacions de l'Organització de les Nacions Unides als pobles del món i a aconseguir que donin suport a la seva obra. Amb la ratificació d'aquest document fundacional de la majoria dels seus signataris, inclosos els cinc membres permanents del Consell de Seguretat de les Nacions Unides va entrar oficialment en vigor. Des de l'any 1948, el 24 d'octubre s'ha celebrat com a 'Dia de les Nacions Unides'. El 1971, l'Assemblea General de Nacions Unides recomanà que el dia fos considerat pels Estats membres com a dia festiu.